# Suhuluceni
Suhuluceni è un comune della Moldavia situato nel distretto di Telenești di 1.895 abitanti al censimento del 2004.

## Località
Il comune è formato dall'insieme delle seguenti località (popolazione 2004):
- Suhuluceni (1.358 abitanti)
- Ghermănești (537 abitanti)